# 门仔屿
门仔屿是中华人民共和国浙江省苍南县马站镇管辖的一个岛屿。

## 历史沿革
《中国海域地名志》（1989）称为门仔屿，《浙江海岛志》（1998）称门仔岛，2010年浙江省人民政府公布的第一批无居民海岛名称称为门仔屿。因处于大门水道，面积较小，故名。。

## 地理
门仔屿位于大陆与南关岛之间，距南关岛169米，距大陆最近点110米。岸线长度1.13千米，陆域面积0.0214平方千米，最高点高程36.8米。出露岩石为上侏罗统高坞组熔结凝灰岩，植被以草丛、灌木为主。岛上有高压输电线路。